# La Colònia dels Arquers
La Colònia dels Arquers és una antiga colònia a la vila de Cardona (Bages). La Colònia de les Mines de Cardona va néixer a partir de 1926, però d'una manera decidida després de la Guerra Civil de 1936-39, quan l'empresa minera Unión Explosivos Río Tinto construí els habitatges pels miners, seguint una tipologia establerta en totes les zones mineres de l'empresa -com per exemple, Sallent- cases unifamiliars d'una planta i de petites dimensions alineades en llargs carrers.
En el cas concret de Les Colònies de Cardona, aquestes varen créixer condicionades pels grans desnivells del terreny, al peu de la carretera del Miracle. Són construccions molt senzilles, les típiques "cases barates" sense cap criteri racional i urbanístic, totalment disseminades i sense cap nucli aglutinador i amb una total absència de zona verda i d'esplai.
Situades a 1,5 km. del nucli central de Cardona, Les Colònies constitueixen ara com ara, i ja des dels seus orígens, un dels barris més discriminats -a tots nivells- del municipi de Cardona.
En tancar l'explotació minera moltes d'aquestes cases foren quedant abandonades i posteriorment han estat derruïdes.

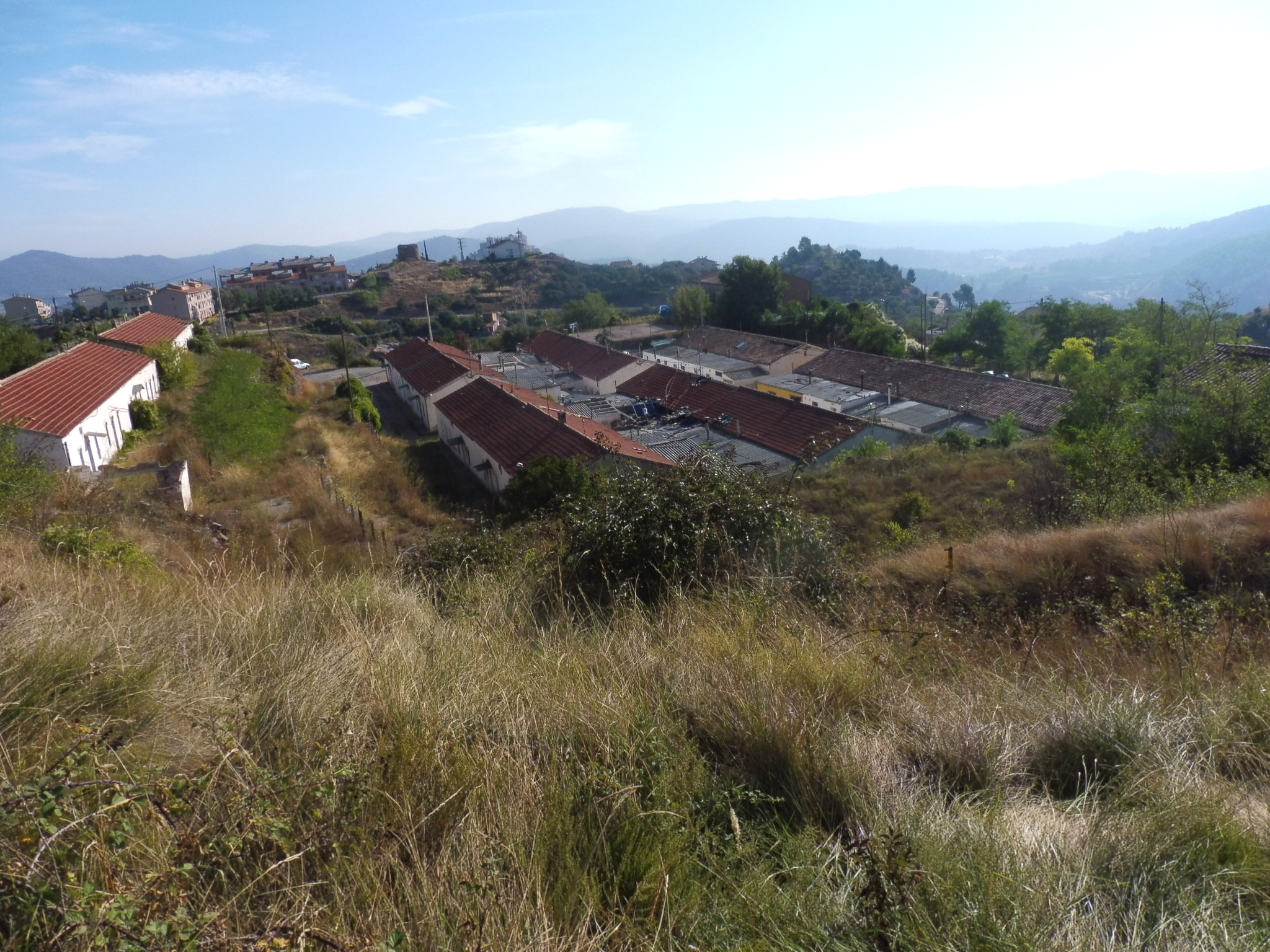
Vista de conjunt de la Colònia